# 29e régiment de chasseurs à cheval
le 29e régiment de chasseurs à cheval est une unité de cavalerie l’armée française actuellement dissoute.

## Création et différentes dénominations
- 16 mars 1808 : 3e Régiment de Provisoire de Chasseurs formé en Espagne.
- 22 août 1810 : Formé en Catalogne par le 3e Régiment de Provisoire de Chasseurs et des détachements provenant des 3e, 14e, 15e, 19e, 23e et 24e chasseurs. Devient 29e chasseurs, en vertu du décret du 22 août 1810.
- *1814 : Le 29e régiment de chasseurs à cheval sera dissous peu de temps après l'abdication de Napoléon Ier.

## Chefs de corps

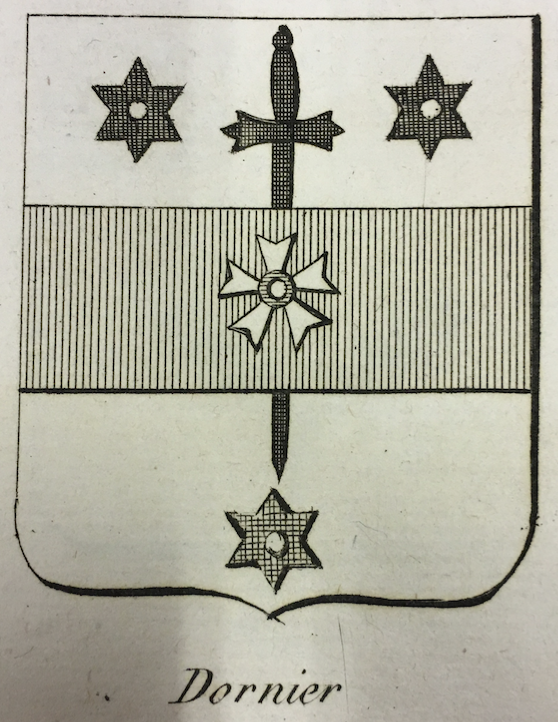
armes de François-Gabriel Dornier

- 1810 : Colonel Jean-François Nicolas Joseph Maucomble (2 juillet 1776 - 20 mai 1850), Général de brigade le 28 juin 1813.
- 1813 : Colonel François-Gabriel Dornier[1]

Officiers tués et blessés durant leur service au 29e régiment de chasseurs à cheval entre 1810 et 1814
- Officiers tués :2
- Officiers blessés : 26

## Étendard
Le régiment se fait enlever aigle et étendard par les Prussiens à Dennewitz le 6 septembre 1813.

## Historique des garnisons, campagnes et batailles

### Guerres napoléoniennes(1803-1815)
- 1810: Espagne
  - Vich
  - Col-de-la-Suspino
  - Barcelone
  - Tarrega
- 1811: Espagne
  - Manresa
  - Figuieres
  - Puycerda
- 1812: Espagne
  - Bataille d'Altafulla
- 1813: Espagne
  - Bisbal
  - Notre-Dame-de-la-Salud
- 1813 : Campagne d'Allemagne
  - Bataille de Gross Beeren
  - Juterbock
  - Hanau
  - 16-19 octobre : Bataille de Leipzig
  - Neulingen
  - Saint-Privat